# اوزتکام
شهر اوزتکام (به فرانسوی: Oostkamp) در شهرستان بروژ در استان فلاندری غربی در منطقه فلاندری در کشور بلژیک واقع شده‌است.